# Bolotana
Bolotana ist eine italienische Gemeinde in der Provinz Nuoro in der Region Sardinien mit 2317 Einwohnern (Stand 31. Dezember 2023).
Bolotana liegt 39 km westlich von Nuoro.
Die Nachbargemeinden sind:Bonorva (SS), Bortigali, Illorai (SS), Lei, Macomer, Noragugume, Orani, Ottana und Silanus.

## Archäologische Plätze
- Nuraghe Ortakis und die rituellen megalithischen Steinkreise und Gehege
- Nuraghe Tittiriola; Die große Nuraghe ist gut erhalten. Ursprünglich hatte sie drei Ebenen.
- Die Protonuraghe Figu ist eine Korridornuraghe